# Неміль
Неміль (пол. Niemil, нім. Niehmen) — село в Польщі, у гміні Олава Олавського повіту Нижньосілезького воєводства.
Населення — 487 осіб (2011).
У 1975—1998 роках село належало до Вроцлавського воєводства.

## Демографія
Демографічна структура станом на 31 березня 2011 року:
|          | Загалом | Допрацездатний вік | Працездатний вік | Постпрацездатний вік |
| -------- | ------- | ------------------ | ---------------- | -------------------- |
| Чоловіки | 247     | 69                 | 164              | 14                   |
| Жінки    | 240     | 58                 | 136              | 46                   |
| Разом    | 487     | 127                | 300              | 60                   |

## Особистості
- Рудольф Веспер (1939) — східнонімецький борець греко-римського стилю, дворазовий срібний призер чемпіонатів світу, бронзовий призер чемпіонату Європи, чемпіон Олімпійських ігор.